# Rex Griffin
Alsie „Rex“ Griffin (* 12. August 1912 nahe Gadsden, Alabama; † 7. Oktober 1958 in New Orleans) war ein US-amerikanischer Old-Time- und Country-Musiker. Griffin wird als einer der ersten Singer-Songwriter innerhalb der Country/Old-Time-Musik angesehen. Er ist der Bruder des Country-Musikers Buddy Griffin.

## Leben

### Kindheit und Jugend
Rex Griffin wurde als eines von sieben Kindern der Farmer Marion Oliver und Selma Griffin geboren. Griffin verbrachte seine Kindheit ohne nennenswerte Schulbildung auf der Farm seiner Eltern nahe Sand Valley. In den 1920er Jahren arbeiteten Griffin und sein Vater im nahegelegenen Gadsden in einer Fabrik. Musik wurde in der Familie zwar als eine gute Beschäftigung nach einem harten Arbeitstag angesehen, jedoch nicht für so ernst genommen, als dass man daraus seinen Lebensunterhalt hätte verdienen können. Zuerst erlernte er Mundharmonika, wechselte später aber zur Gitarre. Sein größter Einfluss in dieser Zeit war Jimmie Rodgers, dessen Musik auch später noch in Griffins Material klar wiederzufinden war.

### Karriere

#### Decca-Jahre
Griffin machte seine ersten kleinen Auftritte in Gadsden auf privaten Partys und Barn Dances. 1930 hatte er seinen ersten professionellen Auftritt im Gadsden Theater und zog kurz danach nach Birmingham, wo er hoffte, größere Chancen auf eine Musikerkarriere zu haben. Er schloss sich den Smokey Mountaineers an, mit denen er von Radiostation zu Radiostation zog. In dieser Zeit bekam er auch seinen Spitznamen, da ein Moderator seinen Vornamen Alsie nicht aussprechen konnte und ihn daher einfach „Rex“ nannte.
Griffin spielte seine ersten Aufnahmen 1935 für das neue Label Decca Records ein. Seine erste Session wurde in Chicago abgehalten und erstreckte sich vom 25. Bis zum 26. März. Alle zehn Songs die in diesen beiden Tagen eingespielt wurden, waren selbstgeschriebene Stücke, was für die damalige Zeit ungewöhnlich war. Die meisten ländlichen Musiker verließen sich immer noch auf traditionelle Titel und Cover, aber eher weniger auf eigenes Material. Griffin, nur begleitet von seinem Gitarrenspiel und Johnny Motlow am Banjo, adaptierte immer noch Jimmie Rodgers‘ Stil und jodelte. Viele Songs waren stark vom Blues beeinflusst und werden heute zur traditionellen Old-Time Music gezählt.
Seine Decca-Platten verkauften sich gut, sodass eine weitere Session für Griffin ein Jahr später in New Orleans arrangiert wurde. Unter den zwölf Songs befand sich sein bekanntestes Stück, Everybody’s Tryin‘ to Be My Baby, dass 1956 auch von Rockabilly-Musiker Carl Perkins und später auch von den Beatles eingespielt wurde. Jedoch beanspruchte Perkins die Komposition als seine eigene, sodass Griffin der Ruhm – zumindest als Komponist – verwehrt blieb. Bei Griffins New-Orleans-Session begleitete er sich größtenteils selbst auf der Gitarre; nur auf zwei weiteren Songs wurde er von einer elektrisch verstärkten Steel Guitar begleitet. Wieder waren viele Titel vom Blues geprägt, wie beispielsweise I’m Ready to Reform.
Die moderaten Verkaufszahlen seiner Platten veranlassten Decca zu einer weiteren Session, diesmal im Mai 1937 in New York City, wo aber nur zwei Songs eingespielt wurden, unter anderem sein größter Hit The Last Letter. Der Song wurde zu einem Hit innerhalb der Südstaaten und wurde auch von Ernest Tubb aufgenommen, der zu einem guten Freund Griffins wurde. Ende der 1930er Jahre coverten auch andere Stars Griffins Titel, unter anderem Jimmie Davis, Gene Sullivan, Roy Newman und Bob Crosby. Griffins eigene Karriere stand auf dem Höhepunkt – mit Konzerten und regelmäßigen Radioauftritten zählte er zu den populärsten Old-Time-Künstlern der Südstaaten.
Griffins letzte Decca-Session hielt er im September 1939 ab, wo er diesmal von Ted Brooks (Gitarre) und Smitty Smith (Bass) begleitet wurde. Sein Stil lehnte diesmal mehr an Honky Tonk an, was alleine schon durch die Aufnahme des Lovesick Blues zu erkennen war. Dieser Titel sollte Hank Williams zehn Jahre später zum Durchbruch verhelfen.

#### Weitere Karriere
Trotz der guten Verkäufe wollte der große Durchbruch für Griffin nicht kommen, daher verlängerte Decca den Vertrag nicht. 1940 schloss er sich Billie Walker und ihren Texas Cowboys in New Orleans an, mit denen er bereits Mitte der 1930er Jahre für einige Zeit zusammen gespielt hatte. Danach zog Griffin aber zurück nach Alabama, wo er seine kranke Mutter pflegte und nur lokal auftrat.
Nach dem Tod seiner Mutter 1941 zog Griffin nach Dallas, wo er Mitglied des Texas Round-Ups auf KRLD wurde. Schnell übernahm er die Show und hätte womöglich damit endlich den nationalen Durchbruch geschafft, wäre die Show nicht kriegsbedingt abgesetzt worden.
1944 wohnte Griffin in Chicago, wo er insgesamt 16 Titel für Radio-Transcriptions einspielte, die nicht für den kommerziellen Markt bestimmt waren. Auf diesen Platten wurde er von einer ganzen Band beeinflusst, die möglicherweise auch Red Foley als Mitglied hatte. Griffin schraubte hier sein Blue Yodeling und andere Rodgers-Einflüsse auf ein Minimum zurück und übernahm mehr und mehr Einflüsse modernerer Country-Musik-Stile.
1946 nahm Griffin zusammen mit dem Duo Homer and Jethro (Gitarre/Mandoline) seine letzten Platten für King Records aus Cincinnati auf, konnte aber nicht an seine altern Erfolge anknüpfen.

### Tod
Griffins letzten Jahre waren vor allem von seinem schlechten Gesundheitszustand geprägt. Obwohl er weiterhin Titel für seinen Freund Ernest Tubb und dessen Neffen Douglas Glenn Tubb schrieb, wurde seine Karriere immer mehr zu einem Desaster. Sein Diabetes wurde von seinem übermäßigen Alkoholkonsum verschlimmert und er musste einige Male ins Krankenhaus eingeliefert werden. 1955 konnte er mit Just Call Me Lonesome einen letzten kommerziellen Erfolg verzeichnen; in den Versionen von Eddy Arnold und Jim Reeves wurde der Titel zum Hit.
1958 starb Rex Griffin in einem Krankenhaus in New Orleans im Alter von nur 46 Jahren. Griffin wurde für die nächsten 40 Jahre vollkommen vergessen und ist heute auch noch im Gegensatz zu seinen Zeitgenossen relativ unbekannt. 1970 wurde er in Anerkennung seiner Leistungen als Songschreiber als einer der ersten in die Nashville Songwriters Hall of Fame aufgenommen. Seine Titel wurden bis heute nur ein einziges Mal, 1996 von Bear Family Records, wiederveröffentlicht.

## Diskografie

### Singles
| Jahr          | Titel                                                      | #      | Anmerkungen                        |
| ------------- | ---------------------------------------------------------- | ------ | ---------------------------------- |
| Decca Records |                                                            |        |                                    |
| 1935          | Love Call Yodel / Trail to Home Sweet Home                 | 5088   |                                    |
| 1935          | I Don’t Love Anybody But You / Blue Eyes Lullaby           | 5089   |                                    |
| 1935          | Why Should I Care If You’re Lonely / Mean Woman Blues      | 5118   |                                    |
| 1935          | Just For Old Times Sake / Let Me Call You Sweetheart Again | 5147   |                                    |
| 1936          | I’m Just Passing Through / Setting on the Old Settee       | 5202   |                                    |
| 1936          | Walking Blues / Would You Leave Me Alone                   | 5227   |                                    |
| 1936          | I Love You Nellie / If You Call That Gone Good             | 5250   |                                    |
| 1936          | Old Faded Photograph / Last Love Call Yodel                | 5269   |                                    |
| 1936          | Everybody’s Tryin’ to Be My Baby / I’m Ready to Reform     | 5294   |                                    |
| 1937          | Last Letter / Over the River                               | 5383   |                                    |
| 1937          | Yodeling Cowboy’s Last Song / Sweet Mama Hurry Home        | 5395   |                                    |
| 1939          | Answer to Last Letter / Just Partners                      | 5745   |                                    |
| 1939          | An Old Rose and a Curl / Beyond the Last Mile              | 5764   |                                    |
| 1939          | Lovesick Blues / My Hill Billy Mama                        | 5770   |                                    |
| 1940          | I’ll Never Tell You / Nobody Wants to Be My Baby           | 5886   |                                    |
| 1940          | You Got to Go to Work / Maybe You Think ‘Bout Me           | 5798   |                                    |
| 1940          | I Think I’ll Give Up / I Love You As Before                | 5814   |                                    |
| King Records  |                                                            |        |                                    |
| 1947          | How Can I Be Sure / I’m Free As the Breeze                 | 584    |                                    |
| 1947          | I Don’t Mean to Be Mean / I Lost Again                     | 594    |                                    |
| 1951          | Don’t You Know Me Anymore / Heart to Heart                 | 100009 | veröffentlicht bei Federal Records |
|               | I’m Crying Inside / A Thousand Times or More               | 5061   | veröffentlicht bei DeLuxe Records  |

### Alben
- 1996: Last Letter (Bear Family)